# Ньюгем
Нью́гем (англ. London Borough of Newham) — боро в Лондоні.

## Географія
Боро межує з Волтем-Форестом і Редбриджем на півночі, з Баркінгом і Дагенемом на сході, Гринвічем на півдні та з Гекні і Тауер-Гемлетс та заході.

## Населення
Населення — 243,8 тис. чоловік (2001), з них 39 % — білі, 38 % — азійського походження, приблизно 20 % — чорношкірі.

## Райони
- Бектон
- Каннінг-Таун
- Кастом Гауз
- Сайпрус
- Іст-Гем
- Форест-Ґейт
- Малий Ілфорд
- Манор-парк[en]
- Меріленд
- Міл-Мідз
- Північний Вуліч
- Пластоу
- Плашет
- Сільвертаун
- Стретфорд
- Стретфорд Марш
- Стретфорд-Нью-Таун
- Темпл Мілз
- Аптон
- Аптон Парк
- Воленд
- Вест-Гем